# Stanisław Czerniewicz (przemysłowiec)
Stanisław Czerniewicz (ur. ok. 1851 w Warszawie?, zm. po 1912) – polski przedsiębiorca i przemysłowiec zajmujący się odlewnictwem, współwłaściciel zakładów ludwisarskich „A. Zwoliński i S. Czerniewicz” w Pustelniku k. Warszawy. 

## Życiorys
Pochodził z rodziny ziemiańskiej herbu Lubicz, od co najmniej trzech pokoleń związanej z Warszawą. Był synem Seweryna i Anny z Sakowiczów. Ożenił się po raz pierwszy z Marią Józefą hr. Rostworowską (1854-1887), córką Gabriela i kasztelanki Konstancji Łempickiej (córki Ludwika Łempickiego, wnuczki Stanisława Sołtyka); po raz drugi, z kuzynką zmarłej żony, Katarzyną Fudakowską (1875-1947), córką Zygmunta i kasztelanki Kazimiery Łempickiej. Z pierwszego małżeństwa miał syna Wiktora i córki: Annę zam. Sadowską oraz Marię zam. Bobbe.    
Na początku XX w. wszedł w spółkę z Michałem Antonim Zwolińskim, w wyniku której na terenie podwarszawskiej wsi Pustelnik powstała największa fabryka dzwonów w zaborze rosyjskim. Czerniewicz sprawował funkcję dyrektora administracyjnego, a jego zięć Ludwik Bobbe był agentem handlowym firmy w Dąbrowie Górniczej. Po śmierci Zwolińskiego i odejściu ze spółki jego spadkobierców (przede wszystkim córki Matyldy ze Zwolińskich Kenigowej, synowej Józefa), Czerniewicz przejął całą kontrolę nad fabryką (wówczas znaną jako „S. Czerniewicz, dawniej A. Zwoliński i S. Czerniewicz”), która jednak zbankrutowała w wyniku rekwizycji z okresu I wojny światowej. Jego dalsze losy nie są znane. 